# Quilty (comté de Clare)
Pour les articles homonymes, voir Quilty.
Quilty (en irlandais : Coillte, les bois), historiquement Killty est un petit village de pêcheurs entre Milltown Malbay et Doonbeg dans le comté de Clare, en Irlande.

## Géographie
Le homard, le saumon, le bar, le hareng et le maquereau sont débarqués à Quilty, connu depuis toujours pour son industrie de salaison.
L'église catholique, appartenant à la paroisse de Kilmurry-Ibrickane, est le bâtiment le plus important, sa tour ronde étant visible à des kilomètres alentour. Elle a été construite en souvenir du sauvetage du Léon XIII.

## Mutton Island (l'île aux moutons)
De l'autre côté de la baie de Quilty se trouve Mutton Island. Saint Senan y fonde une église au début du VIe siècle, mais en 1887, il ne reste plus grand-chose d'autre que le Lit de Saint-Senan, une croix brisée et un pignon de son oratoire. Une tour de guet construite au début du XIXe siècle a été érigée pour avertir d'une invasion éventuelle pendant la période napoléonienne mais a également été utilisée par les garde-côtes pour réprimer la contrebande.
Au début du XXe siècle, Mutton Island est utilisée comme prison. Lors de certaines conditions de marée, il est possible d'emprunter un chemin calcaire submersible, de Seafield (près de Quilty) à Mutton Island.

## Histoire

### LeLéon XIII

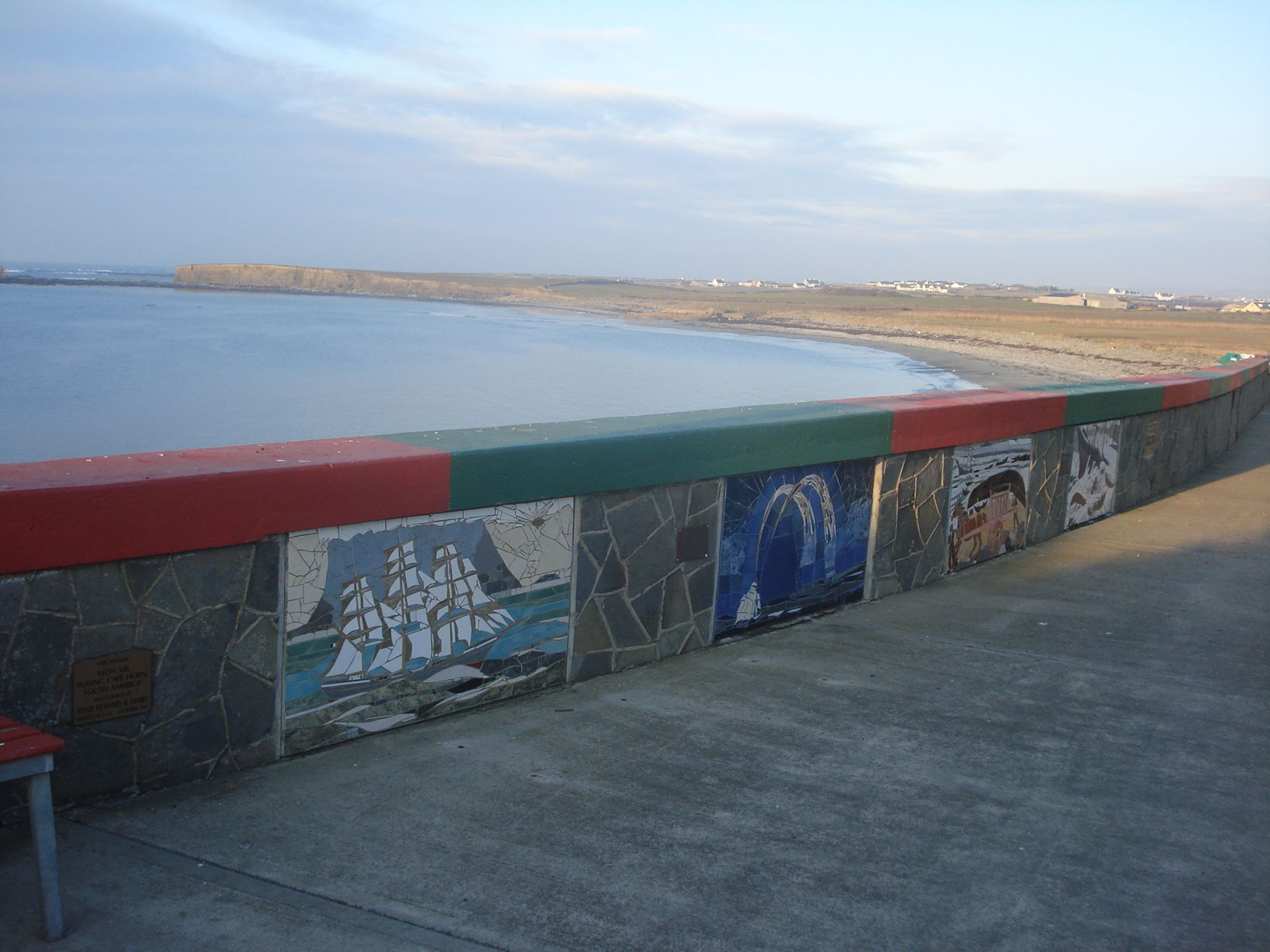
Mosaïque évoquant le naufrage, sur le parapet du quai à Quilty.

Le 2 octobre 1907, un navire français gréé  en trois mâts, le Léon XIII, est poussé sur les récifs de Quilty Bay. Tout semble perdu pour le navire et l'équipage. Les pêcheurs locaux, cependant, sortent  en mer dans leurs currachs, au mépris des coups de vent d'équinoxe et des brisants de l'Atlantique, dans de petits bateaux ouverts. Ils atteignent l'épave et réussissent à sauver l'équipage et à le ramener à terre en toute sécurité.
Le porche de l'église contient une réplique du  Léon XIII  dans une bouteille en verre et la cloche du navire se trouve devant l'autel.
Jusqu'en 1956, la zone a été officiellement classée comme faisant partie de l'ouest du Clare Gaeltacht, une communauté irlandophone.

### Tromoroe Castle
Le château de Tromoroe se trouve à environ 3 km du village. Il a été témoin d'un certain nombre de batailles au XVIe siècle. La plus notable se situe lorsque Teigh Caech McMahon, avec l'aide du comte de Desmond, prend d'assaut le château, le 17 février 1599. L'attaque suivante est menée par O'Flaherty de Connacht le 1er mai 1642, lorsque Peter Ward, sa femme et leur héritier sont alors tués.

## Sports
Dans les années 1970, le club Quilty GAA a fusionné avec le club Kilmurry Ibrickane GAA. Le club a gardé le nom de Kilmurry-Ibrickane GAA mais a joué sur les anciens terrains dans le village.

## Personnalités locales
- Patricia Morrissey - joueuse de camogie.